# آرنولد هیل (ویرجینیای غربی)
آرنولد هیل (به انگلیسی: Arnold Hill) یک منطقهٔ مسکونی در ایالات متحده آمریکا است که در شهرستان رندولف، ویرجینیای غربی واقع شده است. آرنولد هیل ۵۹۱٫۹۳ متر بالاتر از سطح دریا واقع شده است.